# 航空会社別の航空事故一覧
航空会社別の航空事故一覧（こうくうがいしゃべつのこうくうじこいちらん）では、航空会社別で分類した主要な航空事故の一覧である。テロやハイジャックなどの航空機を狙った事件も含む。
以下では航空会社ごとに、便名（もしくは機体名または機体記号）、発生年、発生場所（ハイジャックについては解決場所もしくは関係の深い場所）を記載している。それぞれの航空事故・事件の詳細については、詳細記事を参照のこと。なお、航空会社の並び順はIATA航空会社コードのアルファベット昇順とし、コードが不明の会社は末尾に五十音順で記載する。

## アライド・エア
アライド・エア (4W) の航空事故。
- 111便 - 2012年、ガーナ コトカ国際空港

## UPS航空
UPS航空 (5X) の航空事故。
- 6便 - 2010年、アラブ首長国連邦 ドバイ
- 1354便 - 2013年、アラバマ州 バーミングハム

## アエロスクレ
アエロスクレ (6N) の航空事故。
- 157便 - 2016年、コロンビア ビチャーダ県 プエルト・カレーニョ

## アルロサ航空
アルロサ航空 (6R) の航空事故。
- 514便 - 2010年、ロシア コミ共和国 イジマ空港 (en:Izhma Airport)

## コンゴ航空
コンゴ航空 (6V) の航空事故。
- 9Q-CSG - 1998年、コンゴ民主共和国 キンドゥ空港付近

## サラトフ航空
サラトフ航空 (6W) の航空事故。
- 703便 - 2018年、ロシア モスクワ州 ラメンスキー地区（英語版）

## ファーストエア
ファーストエア (7F) の航空事故。
- 6560便 - 2011年、カナダ ヌナブト準州 レゾリュート

## タジキスタン航空
タジキスタン航空 (7J) の航空事故。
- EY-87995 - 1993年、タジキスタン ゴルノ・バダフシャン自治州 ホログ空港（英語版）

## フラッシュ航空
フラッシュ航空 (7K) の航空事故。
- 604便 - 2004年、紅海

## コガリムアビア
コガリムアビア（メトロジェット、7K）の航空事故・事件。
- 348便 - 2011年、ロシア スルグト スルグト国際空港
- 9268便 - 2015年、エジプト 北シナイ県上空

## アエロ・カリビアン航空
アエロ・カリビアン航空 (7L) の航空事故。
- 883便 - 2010年、キューバ サンクティ・スピリトゥス州 グアシマル (en)

## アフリキヤ航空
アフリキヤ航空 (8U) の航空事故。
- 771便 - 2010年、リビア トリポリ国際空港

## ダナ・エア
ダナ・エア (9J) の航空事故。
- 992便 - 2012年、ナイジェリア ラゴス

## エア・カザフスタン
エア・カザフスタン（カザフスタン航空、9Y）の航空事故。
- 1907便 - 1996年、インド ハリヤーナー州 チャルキ・ダドリ（英語版）

## アメリカン航空
アメリカン航空 (AA) の航空事故・事件。
- 1便 - 1962年、ニューヨーク州 ニューヨーク沖
- 11便 - 2001年、ニューヨーク（9・11テロ）
- 77便 - 2001年、ワシントンD.C.（9・11テロ）
- 96便 - 1972年、カナダ オンタリオ州 ウィンザー上空
- 191便 - 1979年、イリノイ州 シカゴ
- 331便 - 2009年、ジャマイカ ノーマン・マンレー国際空港
- 383便その1 - 1965年、ケンタッキー州 ヘブロン（英語版）
- 383便その2 - 2016年、シカゴ
- 514便 - 1959年、ニューヨーク州 カルバートン（英語版）
- 587便 - 2001年、ニューヨーク
- 625便 - 1976年、ヴァージン諸島 セント・トーマス島
- 965便 - 1995年、コロンビア カリ
- 1420便 - 1999年、アーカンソー州 リトルロック
- 1502便 - 1961年、ニューヨーク州 モントーク（英語版）沖
- 5342便 - 2025年、ワシントンD.C.

## エア・カナダ
エア・カナダ (AC) の航空事故。前身のトランスカナダ航空を含む。
- 143便 - 1983年、カナダ マニトバ州 ギムリー（英語版）
- 621便 - 1970年、カナダ オンタリオ州 ブランプトン
- 624便 - 2015年、カナダ ハリファックス国際空港
- 797便 - 1983年、ケンタッキー州 シンシナティ国際空港
- 831便 - 1963年、カナダ ケベック州 ブランビル（トランスカナダ航空）

## エールフランス
エールフランス (AF) の航空事故・事件。
- 007便 - 1962年、フランス パリ＝オルリー空港
- 66便 - 2017年、グリーンランド パーミュート付近の上空
- 117便 - 1962年、グアドループ
- 139便 - 1976年、ウガンダ エンテベ国際空港
- 178便 - 1953年、フランス バルスロネット近郊 シメ山
- 193便 - 1975年、インド チャトラパティ・シヴァージー国際空港
- 212便その1 - 1968年、グアドループ
- 212便その2 - 1969年、ベネズエラ カラカス
- 296便 - 1988年、フランス ミュルーズ近郊 アブシーム（フランス語版）
- 358便 - 2005年、カナダ トロント・ピアソン国際空港
- 447便 - 2009年、大西洋
- 1611便 - 1968年、地中海
- 4590便 - 2000年、フランス ゴネス
- 2005便 - 1961年、モロッコ ラバト
- 8969便 - 1994年、フランス マルセイユ・プロヴァンス空港
- F-BAZN - 1949年、アゾレス諸島 サンミゲル島

## アルジェリア航空
アルジェリア航空 (AH) の航空事故。
- 5017便 - 2014年、マリ共和国 モプティ州 ドゥエンツァ圏
- 6289便 - 2003年、アルジェリア タマンラセット タマンラセット空港（英語版）

## エア・インディア
エア・インディア (AI) の航空事故・事件。子会社のエア・インディア・エクスプレスを含む。
- 101便 - 1966年、フランス モンブラン山頂付近
- 171便 - 2025年、インド アフマダーバード空港付近
- 182便 - 1985年、北大西洋
- 301便 - 1985年、千葉県 新東京国際空港
- 812便 - 2010年、インド マンガロール マンガロール空港（英語版）（エア・インディア・エクスプレス）
- 855便 - 1978年、インド ボンベイ沖
- カシミールプリンセス号 - 1955年、ジャワ海

## エアアジア
エアアジア (AK) の航空事故。グループ会社のインドネシア・エアアジアを含む。
- 8501便 - 2014年、インドネシア ジャワ海 カリマタ海峡（インドネシア・エアアジア）

## アエロメヒコ航空
アエロメヒコ航空 (AM) の航空事故・事件。子会社のアエロメヒコ・コネクトを含む。
- 110便 - 1981年、メキシコ ジワタネホ（英語版）
- 229便 - 1973年、メキシコ ハリスコ州
- 230便 - 1981年、メキシコ チワワ国際空港
- 498便 - 1986年、カリフォルニア州 セリトス
- 576便 - 2009年、メキシコ メキシコ・シティ国際空港
- 2431便 - 2018年、メキシコ ドゥランゴ国際空港

## アビアコ航空
アビアコ航空 (AO) の航空事故。
- 118便 - 1973年、スペイン モントローヴ（スペイン語版）
- 134便 - 1983年、スペイン マドリード＝バラハス空港

## アロハ航空
アロハ航空 (AQ) の航空事故。
- 243便 - 1988年、ハワイ州 マウイ島沖

## アルゼンチン航空
アルゼンチン航空 (AR) の航空事故・事件。子会社のアウストラル航空を含む。
- 46便 - 1988年、アルゼンチン ポサーダス（アウストラル航空）
- 322便 - 1961年、ブラジル ヴィラコッポス国際空港付近
- 386便 - 1992年、カリフォルニア州 ロサンゼルス国際空港
- 2553便 - 1997年、ウルグアイ リオ・ネグロ県 ヌエボ・ベルリン（英語版）（アウストラル航空）

## アラスカ航空
アラスカ航空 (AS) の航空事故。
- 60便 - 1976年、アラスカ州 ケチカン国際空港（英語版）
- 261便 - 2000年、北太平洋
- 1282便 - 2024年、オレゴン州 ポートランド上空
- 1866便 - 1971年、アラスカ州 ヘインズ郡

## ロイヤル・エア・モロッコ
ロイヤル・エア・モロッコ (AT) の航空事故。
- 630便 - 1994年、モロッコ スース＝マサ地方
- JY-AEE - 1975年、モロッコ アガディール近郊（運航はロイヤル・ヨルダン航空）

## アビアンカ航空
アビアンカ航空 (AV) の航空事故。
- 011便 - 1983年、スペイン メホラーダ・デル・カンポ
- 52便 - 1990年、ニューヨーク州 コーブネック（英語版）
- 203便 - 1989年、コロンビア クンディナマルカ県 ソアチャ市
- 410便 - 1988年、コロンビア ククタ

## アリタリア-イタリア航空
アリタリア-イタリア航空（アリタリア航空、AZ）の航空事故。子会社のアエロ・トラスポルティ・イタリアーニを含む。
- 12便 - 1979年、イタリア サッロク付近（アエロ・トラスポルティ・イタリアーニ）
- 112便 - 1972年、イタリア パレルモ県 ロンガ山
- 404便 - 1990年、スイス ヴァイアッハ（英語版）
- 771便 - 1962年、インド マハラシュトラ州
- 4128便 - 1978年、イタリア パレルモ県 ティレニア海
- I-ELCE - 1949年、イタリア トリノ近郊

## ジェットブルー航空
ジェットブルー航空 (B6) の航空事故。
- 292便 - 2005年、カリフォルニア州 ロサンゼルス国際空港

## ブリティッシュ・エアウェイズ
ブリティッシュ・エアウェイズ (BA) の航空事故・事件。前身の英国海外航空 (BOAC)、英国欧州航空 (BEA)、インペリアル・エアウェイズを含む。
- 9便 - 1982年、インドネシア上空
- 38便 - 2008年、イギリス ロンドン・ヒースロー空港
- 149便 - 1990年、クウェート クウェート国際空港
- 476便 - 1976年、ユーゴスラビア クロアチア社会主義共和国 ヴルボヴェツ上空
- 548便 - 1972年、イギリス サリー ステインズ（英語版） (BEA)
- 609便 - 1958年、西ドイツ リーム空港（英語版） (BEA)
- 706便 - 1971年、ベルギー ウェスト＝フランデレン州 アールセル（英語版）近郊 (BEA)
- 775便 - 1970年、ヨルダン ザルカ近郊 (BOAC)
- 781便 - 1954年、イタリア エルバ島沖 (BOAC)
- 783便 - 1953年、インド 西ベンガル州 ジャガロゴリ近郊 (BOAC)
- 911便 - 1966年、静岡県御殿場市 富士山麓 (BOAC)
- 5390便 - 1990年、イギリス オックスフォードシャー ディドコット上空
- シティ･オブ･リバプール号 - 1933年、ベルギー ディクスマウデ（英語版）付近（インペリアル・エアウェイズ）

## ブリティッシュ・ミッドランド航空
ブリティッシュ・ミッドランド航空 (BD) の航空事故。
- 92便 - 1989年、イギリス レスターシャー ケグワース

## カリビアン航空
カリビアン航空 (BW) の航空事故。
- 523便 - 2011年、ガイアナ チェディ・ジェーガン国際空港

## CEIBAインターコンチネンタル
CEIBAインターコンチネンタル (C2) の航空事故。
- 71便 - 2015年、セネガル東部上空

## 中国国際航空
中国国際航空 (CA) の航空事故・事件。前身の中国民航を含む。
- 129便 - 2002年、大韓民国 慶尚南道 金海市
- 981便 - 1989年、福岡県 福岡空港
- 3303便 - 1982年、中華人民共和国 広西チワン族自治区 恭城県（中国民航）
- B-296 - 1983年、大韓民国 江原道 春川市（中国民航）

## チャイナエアライン
チャイナエアライン（中華航空、CI）の航空事故・事件。チャイナエアラインの航空事故も参照。
- 006便 - 1985年、太平洋上空
- 120便 - 2007年、沖縄県 那覇空港
- 140便 - 1994年、愛知県 名古屋空港
- 204便 - 1989年、中華民国 花蓮県
- 206便 - 1970年、中華民国 台北市
- 358便 - 1991年、中華民国 台北県
- 605便 - 1993年、香港 香港国際空港（啓徳空港）
- 611便 - 2002年、台湾海峡上空
- 642便 - 1999年、香港 香港国際空港（チェクラップコク国際空港）
- 676便 - 1998年、中華民国 桃園県
- 825便 - 1971年、台湾海峡上空
- 2265便 - 1986年、中華民国 馬公沖

## 中国北方航空
中国北方航空 (CJ) の事件。
- 6136便 - 2002年、中華人民共和国 大連市沖
- 6901便 - 1993年、中華人民共和国 ウルムチ市

## コパ航空
コパ航空 (CM) の航空事故。
- 201便 - 1992年、パナマ ダリエン県 ダリエン地峡

## コンチネンタル航空
コンチネンタル航空 (CO) の航空事故・事件。コンチネンタル・コネクションおよびコンチネンタル・エクスプレスとして運航されていた便を含む。
- 11便 - 1962年、ミズーリ州 ユニオンビル（英語版）
- 1713便 - 1987年、コロラド州 ステープルトン国際空港
- 2286便 - 1988年、コロラド州ベイフィールド（英語版）（コンチネンタル・エクスプレス、運航はトランス・コロラド航空（英語版））
- 2574便 - 1991年、テキサス州 コロラド郡（コンチネンタル・エクスプレス、運航はブリット航空（英語版））
- 3407便 - 2009年、ニューヨーク州 クラレンス・センター（コンチネンタル・コネクション、運航はコルガン・エア）

## カナディアン航空
カナディアン航空 (CP) の航空事故・事件。前身のカナダ太平洋航空を含む。
- 108便 - 1949年、カナダ ケベック州 セントローレンス川上空
- 402便 - 1966年、東京都 東京国際空港

## 民航空運公司
民航空運公司 (CT) の航空事故。
- 10便 - 1968年、中華民国 台北県 林口郷

## クバーナ航空
クバーナ航空 (CU) の航空事故・事件。
- 310便 - 1999年、ベネズエラ カラボボ州 ベフマ（英語版）
- 389便 - 1998年、エクアドル マリスカル・スクレ国際空港
- 455便 - 1976年、バルバドス ブリッジタウン沖のカリブ海
- 972便 - 2018年、キューバ ハバナ
- 1216便 - 1999年、グアテマラ グアテマラシティ
- 9646便 - 1989年、キューバ ハバナ

## アエロポスタル・ベネズエラ
アエロポスタル・ベネズエラ (CW) の航空事故。
- 108便 - 1991年、ベネズエラ バレラ

## キャセイパシフィック航空
キャセイパシフィック航空 (CX) の航空事故・事件。
- 033便 - 1967年、香港 啓徳空港
- 700Z便 - 1972年、南ベトナム プレイク上空
- 780便 - 2010年、香港 香港国際空港
- VR-HDG - 1949年、香港 寶馬山
- VR-HDT - 1948年、中華民国 広東省 珠江河口付近
- VR-HEU - 1954年、南シナ海

## 中国南方航空
中国南方航空 (CZ) の航空事故・事件。
- 3456便 - 1997年、中華人民共和国 深圳黄田国際空港
- 3523便 - 1990年、中華人民共和国 広州白雲国際空港（旧空港）
- 3943便 - 1992年、中華人民共和国 広西チワン族自治区

## ダン・エア
ダン・エア (DA) の航空事故。
- 1008便 - 1980年、スペイン テネリフェ島

## コンドル航空
コンドル航空 (DE) の航空事故。
- 3782便 - 1988年、トルコ セフェリヒサール（英語版）近郊

## デルタ航空
デルタ航空 (DL) の航空事故。子会社のコムエアーを含む。
- 191便 - 1985年、テキサス州 アービング
- 723便 - 1973年、マサチューセッツ州 ボストン ジェネラル・エドワード・ローレンス・ローガン国際空港
- 954便 - 1972年、イリノイ州 シカゴ
- 1141便 - 1988年、テキサス州 ダラス・フォートワース国際空港
- 1288便 - 1996年、フロリダ州 ペンサコーラ地域空港（英語版）
- 3272便 - 1997年、ミシガン州 モンロー郡 レーズンビル（コムエアー）
- 5191便 - 2006年、ケンタッキー州 ブルーグラス空港（コムエアー）
- 9570便 - 1972年、テキサス州 グレーター・サウスウエスト国際空港（英語版）
- 9877便 - 1967年、ルイジアナ州 ニューオーリンズ

## ドミニカーナ航空
ドミニカーナ航空 (DO) の航空事故。
- 603便 - 1970年、カリブ海

## パンインターナショナル
パンインターナショナル (DR) の航空事故。
- 112便 - 1971年、西ドイツ シュレースヴィヒ＝ホルシュタイン州 ノルダーシュテット（英語版） アウトバーン 7

## SCAT航空
SCAT航空 (DV) の航空事故。
- 760便 - 2013年、カザフスタン アルマトイ州 クィズィルツ付近

## イースタン航空
イースタン航空 (EA) の航空事故。
- 66便 - 1975年、ニューヨーク州 ジョン・F・ケネディ国際空港
- 304便 - 1964年、ルイジアナ州 ポンチャートレイン湖
- 401便 - 1972年、フロリダ州 エバーグレーズ
- 663便 - 1965年、ニューヨーク州 ナッソー郡
- 853便 - 1965年、ニューヨーク州 カーメル上空
- 980便 - 1985年、ボリビア イリマニ

## エメリー・ワールドワイド
エメリー・ワールドワイド (EB) の航空事故。
- 17便 - 2000年、カリフォルニア州 サクラメント郡 サクラメント・マザー空港（英語版）

## エミレーツ航空
エミレーツ航空 (EK) の航空事故。
- 521便 - 2016年、アラブ首長国連邦 ドバイ国際空港

## ヘワ・ボラ航空
ヘワ・ボラ航空（EO）の航空事故。
- 952便 - 2011年、コンゴ民主共和国 バンゴカ国際空港付近

## イラン・アーセマーン航空
イラン・アーセマーン航空 (EP) の航空事故。
- 746便 - 1994年、イラン ナタンズ
- 3704便 - 2018年、イラン ザグロス山脈 デナー山（英語版）
- 6895便 - 2008年、キルギス ビシュケク近郊（運航はイテク・エア）

## TAME航空
TAME航空 (EQ) の航空事故。
- 120便 - 2002年、エクアドル クンバル火山
- HC-BIG - 1983年、エクアドル クエンカ

## エチオピア航空
エチオピア航空 (ET) の航空事故・事件。
- 302便 - 2019年、エチオピア アジスアベバ、ボレ国際空港近くの平地
- 409便 - 2010年、レバノン沖の地中海
- 604便 - 1988年、エチオピア アムハラ州
- 702便 - 2014年、スイス ジュネーヴ空港
- 708便 - 1972年、エチオピア アジスアベバ
- 961便 - 1996年、コモロ グランドコモロ島沖

## アトランティック・サウスイースト航空
アトランティック・サウスイースト航空 (EV) の航空事故。
- 529便 - 1995年、ジョージア州 キャロル郡
- 2254便 - 1990年、アラバマ州 ガズデン上空
- 2311便 - 1991年、ジョージア州 グリン郡

## ファイン航空
ファイン航空 (FB) の航空事故。
- 101A便 - 1997年、フロリダ州 マイアミ国際空港

## ファーイースタン航空
ファーイースタン航空（遠東航空、FE）の航空事故・事件。
- 103便 - 1981年、中華民国 苗栗県 三義郷
- 104便 - 1969年、中華民国 台南県 帰仁郷
- 128便 - 1997年、中華人民共和国 廈門高崎国際空港

## アリアナ・アフガン航空
アリアナ・アフガン航空 (FG) の航空事故。
- YA-FAZ - 1998年、アフガニスタン シャーキ・バラダイ山

## フライング・タイガー・ライン
フライング・タイガー・ライン (FT) の航空事故。
- 45便 - 1970年、沖縄県（アメリカ統治下） 那覇市沖の海上
- 66便 - 1989年、マレーシア セランゴール州
- 739便 - 1962年、フィリピン東方海域
- N228SW - 1966年、ベトナム共和国 ダナン

## プルコボ航空
プルコボ航空 (FV) の航空事故。
- 612便 - 2006年、ウクライナ ドネツィク州 Sukha Balka (en) 付近

## フェデックス・エクスプレス
フェデックス・エクスプレス (FX) の航空事故・事件。
- 14便 - 1997年、ニュージャージー州 ニューアーク国際空港
- 80便 - 2009年、千葉県 成田国際空港
- 647便 - 2003年、テネシー州 メンフィス国際空港
- 705便 - 1994年、テネシー州 メンフィス国際空港

## フライドバイ
フライドバイ (FZ) の航空事故。
- 981便 - 2016年、ロシア ロストフ州 ロストフ・ナ・ドヌ ロストフ・ナ・ドヌ空港（英語版）

## ゴル航空
ゴル航空 (G3) の航空事故。
- 1907便 - 2006年、ブラジル マットグロッソ州上空

## エア・ボルガ
エア・ボルガ（ボルガ・アヴィアエクスプレス、G6）の事件。
- 1303便 - 2004年、ロシア トゥーラ州

## ガルーダ・インドネシア航空
ガルーダ・インドネシア航空 (GA) の航空事故。
- 035便 - 1987年、インドネシア ポロニア国際空港
- 152便 - 1997年、インドネシア 北スマトラ州 デリ・スルダン県（英語版）
- 200便 - 2007年、インドネシア ジョグジャカルタ特別州 ジョグジャカルタ市
- 206便 - 1981年、タイ バンコク国際空港
- 421便 - 2002年、インドネシア 中部ジャワ州 ソロ川
- 865便 - 1996年、福岡県 福岡空港
- 892便 - 1968年、インド マハーラーシュトラ州
- PK-GVE - 1979年、インドネシア シバヤク山

## TAESA
TAESA (GD) の航空事故。
- 725便 - 1999年、メキシコ ミチョアカン州 ウルアパン

## トランスアジア航空
トランスアジア航空 (GE) の航空事故。
- 222便 - 2014年、中華民国 澎湖県 湖西郷
- 235便 - 2015年、中華民国 台北市 南港区付近の基隆河

## ガルフ・エア
ガルフ・エア (GF) の航空事故・事件。
- 072便 - 2000年、バーレーン沖のペルシア湾
- 771便 - 1983年、アラブ首長国連邦 ジュベル・アリ近郊

## アビアテカ
アビアテカ (GU) の航空事故。
- 901便 - 1995年、エルサルバドル サン・ビセンテ火山（英語版）

## オンタリオ航空
オンタリオ航空 (GX) の航空事故。
- 1363便 - 1989年、カナダ オンタリオ州 ドライデン（英語版）近郊

## ダリアビア航空
ダリアビア航空 (H8) の航空事故。
- 3949便 - 1995年、ロシア ボー・ズハウサ山（英語版）

## セパハン航空
セパハン航空 (HH) の航空事故。
- 5919便 - 2014年、イラン テヘラン アザディ・スタジアム付近

## イラク航空
イラク航空 (IA) の航空事故・事件。
- 163便 - 1986年、サウジアラビア アルアル空港（英語版）付近

## イベリア航空
イベリア航空 (IB) の航空事故。
- 062便 - 1967年、イギリス サセックス ブラックダウン（英語版）
- 350便 - 1983年、スペイン マドリード＝バラハス空港
- 504便 - 1973年、フランス ナント
- 602便 - 1972年、スペイン バレアレス諸島
- 610便 - 1985年、スペイン ビスカヤ県 オイス山

## インディアン航空
インディアン航空 (IC) の航空事故・事件。
- 113便 - 1988年、インド グジャラート州 アフマダーバード
- 171便 - 1976年、インド チャトラパティ・シヴァージー国際空港
- 257便 - 1991年、インド ダンジンヒル（英語版）
- 605便 - 1990年、インド HALバンガロール空港
- 814便 - 1999年、アフガニスタン カンダハール

## インディペンデント航空
インディペンデント航空 (en)  (ID) の航空事故。
- 1851便 - 1989年、ポルトガル領アゾレス諸島 サンタマリア島 ピコ・アルト（英語版）

## イタビア航空
イタビア航空 (IH) の航空事故。
- 870便 - 1980年、イタリア シチリア州 ウスティカ島沖のティレニア海上空
- 897便 - 1974年、イタリア ピエモンテ州 トリノ県 カゼッレ・トリネーゼ

## トリガナ航空
トリガナ航空 (IL) の航空事故。
- 267便 - 2015年、インドネシア パプア州 オクシビル（英語版）

## イラン航空
イラン航空 (IR) の航空事故・事件。子会社のイランエアツアーズを含む。
- 277便 - 2011年、イラン オルーミーイェ近郊
- 291便 - 1980年、イラン テヘラン近郊 アルボルズ山脈
- 655便 - 1988年、イラン領海内のペルシア湾
- 945便 - 2006年、イラン マシュハド（イランエアツアーズ）
- EP-ITD - 1993年、イラン テヘラン州 ゴドゥス（英語版）（イランエアツアーズ）

## エールアンテール
エールアンテール (IT) の航空事故。
- 148便 - 1992年、フランス バ＝ラン県 バール

## イエメニア
イエメニア (IY) の航空事故。
- 626便 - 2009年、コモロ グランドコモロ島沖のインド洋

## バリュージェット航空
バリュージェット航空 (J7) の航空事故。
- 592便 - 1996年、フロリダ州 マイアミ・デイド郡 エバーグレーズ

## 日本エアシステム
日本エアシステム (JD) の航空事故。前身の東亜国内航空、日東航空、富士航空を含む。日本エアシステムの航空事故およびインシデントも参照。
- 63便 - 1971年、北海道七飯町 横津岳（東亜国内航空）
- 451便 - 1993年、岩手県 花巻空港
- 670便 - 1988年、鳥取県 米子空港（東亜国内航空）
- 902便 - 1964年、大分県大分市 裏川（富士航空）
- 979便 - 2004年、鹿児島県 徳之島空港
- おやしお号 - 1964年、兵庫県尼崎市（日東航空）
- つばめ号 - 1963年、兵庫県南淡町 諭鶴羽山（日東航空）

## LATAM ブラジル
LATAM ブラジル (JJ) の航空事故。前身のTAM航空を含む。
- 402便 - 1996年、ブラジル サンパウロ州 サンパウロ
- 3054便 - 2007年、 コンゴーニャス国際空港

## スパンエアー
スパンエアー (JK) の航空事故。
- 5022便 - 2008年、スペイン マドリード＝バラハス空港

## 日本航空
日本航空 (JL) の航空事故・事件。グループ企業の南西航空（現在の日本トランスオーシャン航空）や統合したJALウェイズを含む。日本航空の航空事故およびインシデント、日本航空ハイジャック事件も参照。
- 002便 - 1968年、カリフォルニア州 サンマテオ沖
- 58便 - 2005年、福岡県福岡市上空（JALウェイズ）
- 90便 - 1969年、ワシントン州 グラント郡国際空港
- 108便 - 1957年、大阪府豊中市
- 115便 - 1978年、大阪府 大阪国際空港
- 123便 - 1985年、群馬県上野村 高天原山（御巣鷹の尾根）
- 301便 - 1952年、東京都 伊豆大島 三原山山腹（ノースウエスト航空が委託運航）
- 350便 - 1982年、東京都 東京国際空港
- 351便その1 - 1970年、朝鮮民主主義人民共和国 美林飛行場（英語版）
- 351便その2 - 1972年、東京国際空港
- 404便 - 1973年、リビア ベニナ空港
- 422便 - 1975年、アラスカ州 アンカレッジ国際空港
- 446便 - 1972年、ソビエト連邦 シェレメーチエヴォ国際空港
- 471便 - 1972年、インド ニューデリー近郊 ヤムナー川河畔
- 472便その1 - 1972年、インド ボンベイ ジュフ空港（英語版）
- 472便その2 - 1977年、バングラデシュ ダッカ国際空港
- 611便 - 1982年、沖縄県 石垣空港（南西航空）
- 706便 - 1997年、三重県 志摩半島上空
- 715便 - 1977年、マレーシア セランゴール州
- 813便 - 1965年、カリフォルニア州 サンフランシスコ上空
- 907便 - 2001年、静岡県焼津市沖の駿河湾上空
- 958便 - 2001年、駿河湾上空
- 8054便 - 1977年、アラスカ州 アンカレッジ
- KAEDE号 - 1965年、長崎県 壱岐空港
- 銀座号 - 1966年、東京国際空港

## アドリア航空
アドリア航空（イネックス・アドリア航空、JP）の航空事故。
- 550便 - 1976年、ユーゴスラビア クロアチア社会主義共和国 ヴルボヴェツ上空（イネックス・アドリア航空）
- 1308便 - 1981年、フランス コルシカ島 アジャクシオ（イネックス・アドリア航空）

## 高麗航空
高麗航空（朝鮮民航、JS）の航空事故。
- P-889 - 1983年、ギニア フータ・ジャロン

## ライオン・エア
ライオン・エア (JT) の航空事故。
- 904便 - 2013年、インドネシア デンパサール国際空港沖
- 610便 - 2018年、インドネシア ジャカルタ沖

## エア・セルビア
エア・セルビア (JU) の事件。前身のJATユーゴスラビア航空を含む。
- 367便 - 1972年、チェコスロバキア スルブスカー・カメニツェ（英語版）上空（JATユーゴスラビア航空）

## アロー航空
アロー航空 (JW) の航空事故。
- 1285便 - 1985年、カナダ ニューファンドランド・ラブラドール州 ガンダー

## 大韓航空
大韓航空 (KE) の航空事故・事件。前身の大韓国民航空を含む。大韓航空機事故も参照。
- 007便 - 1983年、樺太沖の日本海上空
- 015便 - 1980年、大韓民国 金浦国際空港
- 084便 - 1983年、アラスカ州 アンカレッジ国際空港
- 85便 - 2001年、カナダ ユーコン準州 ホワイトホース
- 631便 - 2022年、フィリピン セブ国際空港
- 642便 - 1976年、イラン テヘラン近郊
- 801便 - 1997年、グアム アサン
- 803便 - 1989年、リビア トリポリ
- 858便 - 1987年、ビルマ沖のアンダマン海上空
- 902便 - 1978年、ソビエト連邦 コラ半島上空
- 2708便 - 2016年、東京都 東京国際空港
- 6316便 - 1999年、中華人民共和国 上海市 閔行区
- 8509便 - 1999年、イギリス エセックス グレート・ハーリングベリー（英語版）
- HL5208 - 1969年、朝鮮民主主義人民共和国 宣徳飛行場
- 滄浪号 - 1958年、朝鮮民主主義人民共和国 順安空港（大韓国民航空）

## アダム航空
アダム航空 (KI) の航空事故。
- 574便 - 2007年、インドネシア スラウェシ島沖のマカッサル海峡

## KLMオランダ航空
KLMオランダ航空 (KL) の航空事故。子会社のKLMシティホッパー (WA) を含む。
- 433便 - 1994年、オランダ アムステルダム・スキポール空港（KLMシティホッパー）
- 633便 - 1954年、アイルランド クレア県 シャノン（英語版）
- 867便 - 1989年、アラスカ州 リダウト山上空
- 4805便 - 1977年、カナリア諸島 ロス・ロデオス空港
- H-NADU - 1927年、イギリス ケント アンダーリバー（英語版）

## ケニア航空
ケニア航空 (KQ) の航空事故。
- 431便 - 2000年、コートジボワール アビジャン沖の大西洋
- 507便 - 2007年、カメルーン ドゥアラ近郊

## ブリティッシュ・エアツアーズ
ブリティッシュ・エアツアーズ (KT) の航空事故。
- 28M便 - 1985年、イギリス マンチェスター空港
- G-APFK - 1977年、イギリス グラスゴー・プレストウィック空港（英語版）

## バージェン航空
バージェン航空 (KT) の航空事故。
- 301便 - 1996年、ドミニカ共和国 イスパニョーラ島沖の大西洋

## クウェート航空
クウェート航空 (KU) の事件。
- 221便 - 1984年、イラン メヘラーバード国際空港

## LATAM チリ
LATAM チリ (LA) の航空事故。前身のラン・チリ航空およびラン航空を含む。
- 621便 - 1961年、チリ マウレ州 リナーレス（英語版）近郊

## ルフトハンザドイツ航空
ルフトハンザドイツ航空 (LH) の航空事故・事件。子会社のジャーマンウイングスを含む。
- 181便 - 1977年、ソマリア モガディシュ
- 540便 - 1974年、ケニア ナイロビ
- 2904便 - 1993年、ポーランド オケンチェ空港
- 9525便 - 2015年、フランス アルプ＝ド＝オート＝プロヴァンス県のアルプス山中（ジャーマンウイングス）

## アイスランディック航空
アイスランディック航空 (LL) の航空事故。
- 001便 - 1978年、スリランカ ガンパハ県 カトゥナーヤカ

## ALM アンティリアン航空
ALM アンティリアン航空 (LM) の航空事故。
- 980便 - 1970年、アメリカ領ヴァージン諸島 セント・クロイ島沖のカリブ海

## リビア航空
リビア航空（リビア・アラブ航空、LN）の航空事故・事件。
- 114便 - 1973年、イスラエル（占領下） シナイ半島
- 1103便 - 1992年、リビア トリポリ

## LOTポーランド航空
LOTポーランド航空 (LO) の航空事故。
- 16便 - 2011年、ポーランド ワルシャワ・ショパン空港
- 5055便 - 1987年、ポーランド ワルシャワ郊外 カバティの森（英語版）

## クロスエア
クロスエア (LX) の航空事故。
- 498便 - 2000年、スイス ニーダーハスリ（英語版）
- 3597便 - 2001年、スイス バッサースドルフ（英語版）

## エル・アル航空
エル・アル航空 (LY) の航空事故・事件。
- 219便 - 1970年、イギリス ロンドン・ヒースロー空港
- 402便 - 1955年、ブルガリア ペトリチ上空
- 426便 - 1968年、アルジェリア ダル・アル・バヤダ空港
- 1862便 - 1992年、オランダ アムステルダム 南東区 (en:Amsterdam-Zuidoost)

## アビオインペックス航空
アビオインペックス航空 (M4) の航空事故。
- 110便 - 1993年、マケドニア共和国 オフリド近郊

## マレーヴ・ハンガリー航空
マレーヴ・ハンガリー航空 (MA) の航空事故。
- 240便 - 1975年、レバノン沖 地中海
- 262便 - 2000年、ギリシャ テッサロニキ・マケドニア国際空港

## ミドル・イースト航空
ミドル・イースト航空 (ME) の航空事故。
- 438便 - 1976年、サウジアラビア 東部州

## 厦門航空
厦門航空 (MF) の事件。
- 8301便 - 1990年、中華人民共和国 広州白雲国際空港（旧空港）

## マレーシア航空
マレーシア航空 (MH) の航空事故・事件。
- 17便 - 2014年、ウクライナ ドネツィク州上空
- 370便 - 2014年、インド洋
- 653便 - 1977年、マレーシア ジョホール州
- 684便 - 1983年、マレーシア クアラルンプール国際空港
- 2133便 - 1995年、マレーシア タワウ空港

## シルクエアー
シルクエアー (MI) の航空事故。
- 185便 - 1997年、インドネシア 南スマトラ州 パレンバン郊外のムシ川

## LAPA
LAPA (MJ) の航空事故。
- 3142便 - 1999年、アルゼンチン ホルヘ・ニューベリー空港

## SAMコロンビア
SAMコロンビア (MM) の航空事故。
- 501便 - 1993年、コロンビア パラモ・フロンティノ山

## モホーク航空
モホーク航空（MO）の航空事故。
- 40便 - 1967年、ペンシルベニア州 ブロスバーグ（英語版）

## マーティンエアー
マーティンエアー (MP) の航空事故。
- 138便 - 1974年、スリランカ 中部州
- 495便 - 1992年、ポルトガル ファロ空港

## アメリカン・イーグル
アメリカン・イーグル（現在のエンヴォイ・エア、MQ）の航空事故。アメリカン・イーグル (en) ブランドで運航されていた便を含む。
- 3378便 - 1988年、ノースカロライナ州 ケーリー（アメリカン・イーグル、運航はAVエアー）
- 4184便 - 1994年、インディアナ州 ローズローン（英語版）

## エール・モーリタニー
エール・モーリタニー (MR) の航空事故。
- 625便 - 1994年、モーリタニア ティジクジャ空港（英語版）

## エジプト航空
エジプト航空（アラブ連合航空、MS）の航空事故・事件。
- 181便 - 2016年、キプロス ラルナカ国際空港
- 321便 - 1976年、エジプト ルクソール国際空港
- 648便 - 1985年、マルタ ルア空港
- 804便 - 2016年、地中海
- 864便 - 1976年、タイ王国 バンコク
- 869便 - 1963年、インド マハーラーシュトラ州 ボンベイ沖のインド洋
- 990便 - 1999年、マサチューセッツ州 ナンタケット沖の大西洋
- SU-APC - 1969年、エジプト アスワン国際空港

## 中国東方航空
中国東方航空 (MU) の航空事故。
- 583便 - 1993年、アリューシャン列島南方の太平洋上空
- 586便 - 1998年、中華人民共和国 上海虹橋国際空港
- 5210便 - 2004年、中華人民共和国 内モンゴル自治区 包頭市
- 5398便 - 1993年、中華人民共和国 福州市 福州空港 (zh:福州长乐国际机场)
- 5735便 - 2022年、中華人民共和国 広西チワン族自治区 梧州市 藤県
- B-3417 - 1989年、中華人民共和国 上海市

## メキシカーナ航空
メキシカーナ航空 (MX) の航空事故。
- 704便 - 1969年、メキシコ ヌエボ・レオン州
- 801便 - 1969年、メキシコ メキシコシティ
- 940便 - 1986年、メキシコ ミチョアカン州

## メルパチ・ヌサンタラ航空
メルパチ・ヌサンタラ航空 (MZ) の航空事故。
- 836便 - 2010年、インドネシア 西パプア州 マノクワリ レンダニ空港（英語版）
- 8968便 - 2011年、インドネシア 西パプア州 カイマナ（英語版）沿岸

## ナショナル・エアラインズ
ナショナル・エアラインズ (N8) (N8) の航空事故。
- 102便 - 2013年、アフガニスタン バグラム空軍基地

## ナショナル航空
ナショナル航空 (NA) の航空事故・事件。
- 27便 - 1973年、ニューメキシコ州上空
- 193便 - 1978年、フロリダ州 ペンサコーラ沖のエスカンビア湾
- 967便 - 1959年、メキシコ湾

## スターリング航空
スターリング航空 (NB) の航空事故。
- 296便 - 1972年、アラブ首長国連邦 カルバ

## 全日本空輸
全日本空輸 (NH) の航空事故・事件。吸収合併した藤田航空、日本近距離航空（合併時はエアーニッポン）、日本近距離航空が吸収合併した横浜航空、および子会社のエアージャパン、エアーセントラル（現在のANAウイングス）を含む。全日空の航空事故およびインシデント、全日本空輸ハイジャック事件も参照。
- 25便その1 - 1958年、静岡県 下田町沖
- 25便その2 - 1960年、愛知県 名古屋空港
- 58便 - 1971年、岩手県 雫石町上空
- 60便その1 - 1966年、東京湾
- 60便その2 - 1966年、鹿児島県 旧鹿児島空港
- 61便 - 1999年、東京都 東京国際空港
- 64便 - 1959年、山口県 岩国飛行場
- 104便 - 1969年、宮崎県 宮崎空港
- 175便 - 1970年、静岡県 浜松基地
- 391便 - 2002年、北海道 函館空港
- 497便 - 1983年、北海道 中標津町（日本近距離航空）
- 533便 - 1966年、愛媛県 松山市沖の伊予灘
- 547便 - 1969年、兵庫県 淡路島上空
- 724便 - 1977年、函館空港
- 802便 - 1963年、宮城県 仙台空港
- 817便 - 1977年、東京国際空港
- 855便 - 1977年、東京都 大島空港
- 857便 - 1995年、函館空港
- 908便 - 2003年、千葉県 新東京国際空港（エアージャパン）
- 1603便 - 2007年、高知県 高知空港（エアーセントラル）
- JA5080 - 1965年、静岡県 水窪町 中ノ尾根山
- JA6155 - 1963年、東京都 八丈町 八丈富士（藤田航空）
- JA8202 - 1962年、愛知県 猿投町
- JA8254 - 2002年、沖縄県 下地島空港
- JA8455 - 1988年、下地島空港
- そよかぜ号 - 1972年、北海道 月形町（横浜航空）

## オルビ・ジョージアン航空
オルビ・ジョージアン航空（NQ）の航空事故・事件。
- 4L-85163 - 1993年、グルジア スフミ・バブシャラ空港

## ノースウエスト航空
ノースウエスト航空（ノースウエスト・オリエント航空、NW）の航空事故・事件。 ノースウエスト・エアーリンクとして運航されていた便を含む。
- 5便 - 1990年、フロリダ州 マディソン郡上空
- 11便 - 1971年、ワシントン州 カウリッツ郡 アリエル（英語版）付近の上空
- 74便 - 2005年、グアム グアム国際空港
- 85便 - 2002年、ベーリング海上空
- 253便 - 2009年、ミシガン州 デトロイト・メトロポリタン・ウェイン・カウンティ空港
- 255便 - 1987年、ミシガン州 ロミュラス（英語版）
- 299便 - 1990年、デトロイト・メトロポリタン・ウェイン・カウンティ空港
- 301便 - 1952年、東京都 伊豆大島 三原山山腹
- 705便 - 1963年、フロリダ州 マイアミ
- 710便 - 1960年、インディアナ州 ペリー郡上空
- 1482便 - 1990年、デトロイト・メトロポリタン・ウェイン・カウンティ空港
- 2501便 - 1950年、ミシガン州 ミシガン湖
- 3701便 - 2004年、ミズーリ州 ジェファーソンシティ（ノースウエスト・エアーリンク、運航はピナクル航空（英語版））
- 5719便 - 1993年、ミネソタ州 セントルイス郡 ヒビング（ノースウエスト・エアーリンク、運航はエクスプレス・エアラインズII（英語版））
- 6231便 - 1974年、ニューヨーク州 ハベストロー

## ニュージーランド航空
ニュージーランド航空 (NZ) の航空事故。
- 901便 - 1979年、南極 ロス島 エレバス山
- ZK-NZB - 1966年、ニュージーランド オークランド国際空港

## オリンピック航空
オリンピック航空 (OA) の航空事故。
- 830便 - 1976年、ギリシャ 西マケドニア地方 コザニ県 セルビア
- 954便 - 1969年、ギリシャ ケラテア（英語版）近郊

## チェコ航空
チェコ航空 (OK) の航空事故。前身のチェコスロバキア航空を含む。
- 540便 - 1975年、シリア ダマスカス国際空港付近

## スカイウェスト航空
スカイウェスト航空 (OO) の航空事故。
- 1834便 - 1987年、ユタ州 ソルトレイクシティ
- 5569便 - 1991年、カリフォルニア州 ロサンゼルス国際空港

## チョークス・オーシャン・エアウェイズ
チョークス・オーシャン・エアウェイズ (OP) の航空事故。
- 101便 - 2005年、フロリダ州 マイアミビーチ沖

## ラウダ航空
ラウダ航空 (OS) の航空事故。
- 004便 - 1991年、タイ王国 スパンブリー県上空

## オリエント・タイ航空
オリエント・タイ航空 (OX) の航空事故。かつて子会社だったワン・トゥー・ゴー航空を含む。
- 269便 - 2007年、タイ王国 プーケット県 タラーン郡（ワン・トゥー・ゴー航空）

## アシアナ航空
アシアナ航空 (OZ) の航空事故。
- 162便 - 2015年、広島県 広島空港
- 214便 - 2013年、カリフォルニア州 サンフランシスコ国際空港
- 733便 - 1993年、大韓民国 全羅南道 海南郡
- 991便 - 2011年、大韓民国 済州島沖の黄海

## ペルビアン航空
ペルビアン航空 (P9) の航空事故。
- 112便 - 2017年、ペルー フランシスコ・カルレ空港

## パンアメリカン航空
パンアメリカン航空 (PA) の航空事故・事件。
- 6便 - 1956年、太平洋
- 7便 - 1957年、北太平洋
- 73便 - 1986年、パキスタン ジンナー国際空港
- 93便 - 1970年、エジプト カイロ国際空港
- 103便 - 1988年、イギリス スコットランド ロッカビー上空
- 160便 - 1973年、マサチューセッツ州
- 202便 - 1952年、ブラジル パラー州南東部
- 214便 - 1963年、メリーランド州 エルクトン（英語版）
- 217便 - 1968年、カリブ海
- 292便 - 1965年、モントセラト チャンスピーク（英語版）
- 526便 - 1952年、プエルトリコ
- 708便 - 1966年、東ドイツ ベルリン
- 759便 - 1982年、ルイジアナ州 ケナー
- 806便 - 1974年、アメリカ領サモア トゥトゥイラ島
- 812便 - 1974年、インドネシア バリ島
- 816便 - 1973年、太平洋
- 830便 - 1982年、北太平洋 カウアイ島沖上空
- 845便 - 1971年、カリフォルニア州 サンフランシスコ国際空港
- 1736便 - 1977年、カナリア諸島 ロス・ロデオス空港

## エアブルー
エアブルー (PA) の航空事故。
- 202便 - 2010年、パキスタン イスラマバード マルガラ丘陵（英語版）

## パシフィック航空
パシフィック航空 (PC) の航空事故。
- 773便 - 1964年、カリフォルニア州 ダンビル近郊

## ペガサス航空
ペガサス航空 (PC) の航空事故。
- 8622便 - 2018年、トルコ トラブゾン トラブゾン空港（英語版）

## パータンエアー
パータンエアー (PD) の航空事故。
- 394便 - 1989年、デンマーク沖のスカゲラク海峡

## バンコク・エアウェイズ
バンコク・エアウェイズ (PG) の航空事故。
- 266便 - 2009年、タイ王国 サムイ空港

## ピードモント航空
ピードモント航空 (PI) の航空事故。
- 22便 - 1967年、ノースカロライナ州 ヘンダーソンビル
- 349便 - 1959年、バージニア州 アルベマール郡

## パキスタン国際航空
パキスタン国際航空 (PK) の航空事故。
- 268便 - 1992年、ネパール カトマンズ
- 661便 - 2016年、パキスタン ハベリアン（英語版）付近
- 705便 - 1965年、エジプト カイロ
- 740便 - 1979年、サウジアラビア ジッダ
- 8303便 - 2020年、パキスタン カラチ

## アエロペルー
アエロペルー (PL) の航空事故。
- 603便 - 1996年、ペルー カヤオ沖の太平洋
- 772便 - 1988年、ペルー フリアカ

## フィリピン航空
フィリピン航空 (PR) の航空事故・事件。
- 137便 - 1998年、フィリピン バコロドシティ国内空港（英語版）
- 434便 - 1995年、沖縄県 南大東島付近の上空

## パシフィック・サウスウエスト航空
パシフィック・サウスウエスト航空 (PS) の航空事故・事件。
- 182便 - 1978年、カリフォルニア州 サンディエゴ
- 1771便 - 1987年、カリフォルニア州 サンルイスオビスポ郡

## パシフィック・ウエスタン航空
パシフィック・ウエスタン航空 (PW) の航空事故。
- 314便 - 1978年、カナダ ブリティッシュコロンビア州 クランブルック クランブルック/カナディアン・ロッキーズ国際空港（英語版）
- 501便 - 1983年、カナダ カルガリー国際空港

## スリナム航空
スリナム航空 (PY) の航空事故。
- 764便 - 1989年、スリナム パラ地方

## エア・モーレア
エア・モーレア (QE) の航空事故。
- 1121便 - 2007年、フランス領ポリネシア モーレア島

## カンタス航空
カンタス航空 (QF) の航空事故。前身のカンタス・エンパイア・エアウェイズを含む。
- 1便 - 1999年、タイ王国 バンコク国際空港
- 30便 - 2008年、フィリピン ルソン島沖の南シナ海
- 32便 - 2010年、インドネシア バタム島上空
- 72便 - 2008年、オーストラリア 西オーストラリア州 エクスマウス（英語版）近海のインド洋
- コリオ号 - 1942年、インドネシア ティモール島近海（カンタス・エンパイア・エアウェイズ）

## エア・フロリダ
エア・フロリダ (QH) の航空事故。
- 90便 - 1982年、ワシントンD.C. ポトマック川

## ウガンダ航空
ウガンダ航空（QU）の航空事故。
- 775便 - 1988年、イタリア フィウミチーノ空港付近

## ラオス国営航空
ラオス国営航空の (QV) 航空事故。
- 301便 - 2013年、ラオス パークセー郡 メコン川

## アトランティック・エアウェイズ
アトランティック・エアウェイズ (RC) の航空事故。
- 670便 - 2006年、ノルウェー ストード空港（英語版）

## ヴァリグ・ブラジル航空
ヴァリグ・ブラジル航空 (RG) の航空事故。
- 254便 - 1989年、ブラジル マットグロッソ州
- 810便 - 1962年、ペルー
- 820便 - 1973年、フランス ヴァル＝ド＝マルヌ県 オルリー
- 837便 - 1967年、リベリア モンロビア
- 967便 - 1979年、日本近海の太平洋

## タイガーエア・マンダラ
タイガーエア・マンダラ（マンダラ航空、RI）の航空事故。
- 091便 - 2005年、インドネシア ポロニア国際空港

## ロイヤル・ヨルダン航空
ロイヤル・ヨルダン航空 (RJ) の航空事故。
- 600便 - 1979年、カタール ドーハ国際空港
- JY-ADO - 1973年、ナイジェリア マラム・アミヌ・カノ国際空港

## インターコンチネンタル航空
インターコンチネンタル航空（RS）の航空事故。
- 256便 - 1995年、カルタヘナ ラファエル・ヌニェス国際空港付近

## リーブ・アリューシャン航空
リーブ・アリューシャン航空 (RV) の航空事故。
- 8便 - 1983年、アラスカ州 アンカレッジ国際空港
- 69便 - 1982年、アラスカ州 ブリストルベイ郡

## カスピアン航空
カスピアン航空 (RV) の航空事故。
- 7908便 - 2009年、イラン ガズヴィーン州 ガズヴィーン近郊

## ヒューズ・エア・ウエスト
ヒューズ・エア・ウエスト (RW) の航空事故。
- 706便 - 1971年、カリフォルニア州 ロサンゼルス郡 サンガブリエル山脈

## SANSA航空
SANSA航空 (RZ) の航空事故。
- 32便 - 1990年、コスタリカ サンホセ州 セロ・セドラル（英語版）

## SBA航空
SBA航空（サンタバーバラ航空、S3）の航空事故。
- 518便 - 2008年、ベネズエラ メリダ州 メリダ近郊

## S7航空
S7航空（シベリア航空、S7）の航空事故・事件。
- 778便 - 2006年、ロシア イルクーツク国際空港
- 1047便 - 2004年、ロシア ロストフ州
- 1812便 - 2001年、黒海上空

## 南アフリカ航空
南アフリカ航空 (SA) の航空事故。
- 201便 - 1954年、イタリア ストロンボリ島沖のティレニア海
- 228便 - 1968年、南西アフリカ
- 295便 - 1987年、モーリシャス近海のインド洋

## クルゼイロ航空
クルゼイロ航空 (SC) の航空事故。
- 109便 - 1973年、ブラジル マーシャル・クーニャ・マシャド国際空港（英語版）

## スカンジナビア航空
スカンジナビア航空 (SK) の航空事故。
- 686便 - 2001年、イタリア ミラノ・リナーテ空港
- 751便 - 1991年、スウェーデン ストックホルム県 ゴットゥローラ (en:Gottröra)
- 871便 - 1960年、トルコ エセンボーア国際空港付近
- 1209便 - 2007年、デンマーク オールボー空港
- 2748便 - 2007年、リトアニア ヴィリニュス国際空港

## サベナ・ベルギー航空
サベナ・ベルギー航空 (SN) の航空事故・事件。
- 548便 - 1961年、ベルギー ブラバント州 ベルク村（英語版）
- 572便 - 1972年、イスラエル ロッド空港

## サザン航空
サザン航空 (SO) の航空事故。
- 242便 - 1977年、ジョージア州 ニューホープ（英語版）

## ソソリソ航空
ソソリソ航空 (SO) の航空事故。
- 1145便 - 2005年、ナイジェリア ポートハーコート国際空港

## シンガポール航空
シンガポール航空 (SQ) の航空事故・事件。
- 006便 - 2000年、中華民国 中正国際空港
- 117便 - 1991年、シンガポール チャンギ国際空港

## スイス航空
スイス航空 (SR) の航空事故・事件。
- 100便 - 1970年、ヨルダン ザルカ近郊
- 111便 - 1998年、カナダ ノバスコシア州沖の大西洋
- 306便 - 1963年、スイス アールガウ州
- 316便 - 1979年、ギリシャ アテネ エリニコン国際空港（英語版）
- 330便 - 1970年、アールガウ州 ヴュレンリンゲン（英語版）

## シーター・エア
シーター・エア (ST) の航空事故。
- 601便 - 2012年、ネパール バクタプル郡 マディヤプル・ティミ（英語版）

## アエロフロート・ロシア航空
アエロフロート・ロシア航空（アエロフロート、SU）の航空事故。子会社のアエロフロート・ノルド（現在のノルダヴィア）を含む。アエロフロートの航空事故およびインシデントも参照。
- 04便 - 1958年、ソビエト連邦 ハバロフスク地方 ハバロフスキー地区（英語版）
- 366便 - 1963年、ソビエト連邦 レニングラード ネヴァ川
- 593便 - 1994年、ロシア ケメロヴォ州 メジュドゥレチェンスク南方
- 821便 - 2008年、ロシア ペルミ州 ペルミ（アエロフロート・ノルド）
- 892便 - 1986年、東ドイツ ポツダム県 シェーネフェルト（英語版）
- 902便 - 1962年、ソビエト連邦 クラスノヤルスク地方
- 964便 - 1973年、ソビエト連邦 ドモジェドヴォ空港付近
- 1491便 - 1972年、ソビエト連邦 ウクライナ・ソビエト社会主義共和国 ハリコフ
- 1492便 - 2019年、モスクワ シェレメーチエヴォ国際空港
- 2230便 - 1967年、ソビエト連邦　コルツォヴォ国際空港付近
- 3352便 - 1984年、ソビエト連邦 オムスク オムスク・ツェントラーリヌイ国際空港
- 3519便 - 1984年、ソビエト連邦 イェメリャノヴォ空港
- 3932便 - 1973年、ソビエト連邦 コルツォヴォ国際空港付近
- 7425便 - 1985年、ソビエト連邦 ウズベク・ソビエト社会主義共和国 ウチュクドゥク
- 7628便 - 1979年、ソビエト連邦 ウクライナ・ソビエト社会主義共和国 ドニプロゼルジーンシク上空
- 7880便 - 1979年、ソビエト連邦 ウクライナ・ソビエト社会主義共和国 ドニプロゼルジーンシク上空
- 8641便 - 1982年、ソビエト連邦 白ロシア・ソビエト社会主義共和国 マズィル
- CCCP-77102 - 1973年、フランス ヴァル＝ドワーズ県 グッサンヴィル

## サウディア
サウディア（サウジアラビア航空、SV）の航空事故。
- 162便 - 1980年、カタール付近のペルシア湾上空
- 163便 - 1980年、サウジアラビア リヤド国際空港（英語版）
- 763便 - 1996年、インド ハリヤーナー州 チャルキ・ダドリ（英語版）

## 中国西南航空
中国西南航空 (SZ) の航空事故・事件。
- 2402便 - 1990年、中華人民共和国 広州白雲国際空港（旧空港）
- 4146便 - 1988年、中華人民共和国 重慶市
- 4509便 - 1999年、中華人民共和国 温州市

## アビアンカ・エルサルバドル
アビアンカ・エルサルバドル（TACA航空、TA）の航空事故。
- 110便 - 1988年、ルイジアナ州 ニューオーリンズ

## タラ・エア
タラ・エア (TB) の航空事故。
- 193便 - 2016年、ネパール ダウラギリ県 ミャグディ郡（英語版）

## タイ国際航空
タイ国際航空 (TG) の航空事故・事件。
- 261便 - 1998年、タイ王国 スラートターニー県 プンピン郡
- 311便 - 1992年、ネパール ランタン国立公園
- 620便 - 1986年、高知県 土佐湾上空

## タイ航空
タイ航空 (TH) の航空事故。
- 365便 - 1987年、タイ王国 プーケット島沖のパンガー湾

## ターキッシュ エアラインズ
ターキッシュ エアラインズ（トルコ航空、TK）の航空事故。
- 158便 - 1983年、トルコ エセンボーア国際空港近郊
- 301便 - 1974年、トルコ イズミル イズミル・ジュマオバス空港（英語版）
- 345便 - 1975年、マルマラ海
- 452便 - 1976年、トルコ ウスパルタ県
- 634便 - 2003年、トルコ ディヤルバクル ディヤルバクル空港（英語版）
- 981便 - 1974年、フランス オワーズ県 エルムノンヴィルの森（英語版）
- 1878便 - 2015年、トルコ アタテュルク国際空港
- 1951便 - 2009年、オランダ ハーレマーメール ズワーネンブルク（英語版）
- 6491便 - 2017年、キルギス マナス国際空港近郊

## TANS ペルー
TANS ペルー (TJ) の航空事故。
- 204便 - 2005年、ペルー ウカヤリ県 プカルバ
- 222便 - 2003年、ペルー アマソナス県 チャチャポヤス（英語版）

## LAMモザンビーク航空
LAMモザンビーク航空 (TM) の事件。
- 470便 - 2013年、ナミビア ブワブワタ国立公園（英語版）

## TAPポルトガル航空
TAPポルトガル航空 (TP) の航空事故。
- 425便 - 1977年、ポルトガル領マデイラ諸島 マデイラ空港

## トランス・ブラジル航空
トランス・ブラジル航空 (TR) の航空事故。
- 303便 - 1980年、ブラジル サンタカタリーナ州 フロリアノーポリス近郊
- 801便 - 1989年、ブラジル サンパウロ ヴィーラ・バーホス

## エア・トランザット
エア・トランザット (TS) の航空事故。
- 236便 - 2001年、アゾレス諸島 ラジェス航空基地

## トランス・ワールド航空
トランス・ワールド航空 (TW) の航空事故・事件。
- 2便 - 1956年、アリゾナ州 グランド・キャニオン上空
- 42便 - 1965年、ニューヨーク州 カーメル上空
- 128便 - 1967年、ケンタッキー州 ブーン郡 コンスタンス
- 266便 - 1960年、ニューヨーク州 スタテンアイランド上空
- 553便 - 1967年、オハイオ州 シャンペーン郡 コンコード
- 741便 - 1970年、ヨルダン ザルカ近郊
- 800便その1 - 1964年、イタリア フィウミチーノ空港
- 800便その2 - 1996年、ニューヨーク州 ロングアイランド沖の大西洋
- 840便その1 - 1969年、シリア ダマスカス国際空港
- 840便その2 - 1986年、ギリシャ アルゴス上空
- 841便 - 1974年、ギリシャ ケファロニア島沖のイオニア海
- 843便 - 1992年、ニューヨーク州 ジョン・F・ケネディ国際空港
- 847便 - 1985年、レバノン ベイルート国際空港
- 903便 - 1950年、エジプト ワディナトルーン（英語版）近郊

## PMT航空
PMT航空 (U4) の航空事故。
- 241便 - 2007年、カンボジア カンポット州

## ブッダ・エアー
ブッダ・エアー (U4) の航空事故。
- 103便 - 2011年、ネパール ラリトプル郡

## アルマヴィア
アルマヴィア (U8) の航空事故。
- 967便 - 2006年、ロシア クラスノダール地方 ソチ沖の黒海

## タタールスタン航空
タタールスタン航空 (U9) の航空事故。
- 363便 - 2013年、ロシア タタールスタン共和国 カザン国際空港

## ユナイテッド航空
ユナイテッド航空 (UA) の航空事故・事件。ユナイテッド・エクスプレスとして運航されていた便を含む。
- 93便 - 2001年、ペンシルベニア州 シャンクスヴィル（9・11テロ）
- 173便 - 1978年、オレゴン州 ポートランド
- 175便 - 2001年、ニューヨーク州 ニューヨーク（9・11テロ）
- 227便 - 1965年、ユタ州 ソルトレイクシティ国際空港
- 232便 - 1989年、アイオワ州 スーシティ スー・ゲートウェイ空港
- 266便 - 1969年、カリフォルニア州 サンタモニカ湾（英語版）
- 297便 - 1962年、メリーランド州 ハワード郡
- 389便 - 1965年、イリノイ州 ミシガン湖
- 409便 - 1955年、ワイオミング州 カーボン郡
- 553便 - 1972年、イリノイ州 シカゴ
- 585便 - 1991年、コロラド州 エルパソ郡
- 610便 - 1951年、コロラド州 ラリマー郡
- 615便 - 1951年、カリフォルニア州 ユニオンシティ
- 629便 - 1955年、コロラド州 ロングモント上空
- 718便 - 1956年、アリゾナ州 グランド・キャニオン上空
- 811便 - 1989年、ハワイ州 オアフ島付近の太平洋上空
- 823便 - 1964年、テネシー州 コック郡
- 826便その1 - 1960年、ニューヨーク州 スタテンアイランド上空
- 826便その2 - 1997年、太平洋上空
- 855便 - 1972年、コロラド州 ステープルトン国際空港
- 859便 - 1961年、コロラド州 ステープルトン国際空港
- 2885便 - 1983年、ミシガン州 デトロイト・メトロポリタン・ウェイン・カウンティ空港
- 5925便 - 1996年、イリノイ州 クインシー クインシー地域空港（英語版）（ユナイテッド・エクスプレス、運航はグレイトレイクス航空）
- NC13304 - 1933年、インディアナ州 チェスタートン（英語版）上空

## チュニスエア・エクスプレス
チュニスエア・エクスプレス（チュニインター、UG）の航空事故。
- 1153便 - 2005年、イタリア シチリア島沖のティレニア海

## ブリストウ・ヘリコプターズ
ブリストウ・ヘリコプターズ (UH) の航空事故。
- 56C便 - 1995年、イギリス 北海上にあるブレイ油田（英語版）近海
- G-ASWI - 1981年、イギリス ノーフォーク バクトン（英語版）沖の北海

## USエアウェイズ
USエアウェイズ (US) の航空事故。前身のアレゲニー航空やUSエアウェイズ・エクスプレスとして運航されていた便を含む。
- 405便 - 1992年、ニューヨーク州 ニューヨーク フラッシング湾（英語版）
- 427便 - 1994年、ペンシルベニア州 ビーバー郡
- 737便 - 1969年、ペンシルベニア州 マッキーン郡（アレゲニー航空）
- 853便 - 1969年、インディアナ州 シェルビー郡 モラル
- 1016便 - 1994年、ノースカロライナ州 シャーロット
- 1493便 - 1991年、カリフォルニア州 ロサンゼルス国際空港
- 1549便 - 2009年、ニューヨーク マンハッタン付近のハドソン川
- 5050便 - 1989年、ニューヨーク州 ラガーディア空港
- 5481便 - 2003年、ノースカロライナ州 シャーロット・ダグラス国際空港（USエアウェイズ・エクスプレス、運航はエア・ミッドウエスト（英語版））
- 9446便 - 2003年、マサチューセッツ州 ヤーマス（英語版）沖（USエアウェイズ・エクスプレス、運航はコルガン・エア）

## UTA
UTA (UT) の事件。
- 772便 - 1989年、ニジェール テネレ上空

## UTエアー
UTエアー (UT) の航空事故。
- 120便 - 2012年、ロシア チュメニ州 チュメニ近郊
- 471便 - 2007年、ロシア サマラ州 クルモチ国際空港

## バシキール航空
バシキール航空 (V9) の航空事故。
- 2937便 - 2002年、ドイツ ユーバーリンゲン（英語版）上空

## VIASA
VIASA (VA) の航空事故。
- 742便 - 1969年、ベネズエラ スリア州 マラカイボ
- 897便 - 1961年、ポルトガル沖 大西洋

## AVENSA
AVENSA (VE) の航空事故。
- 358便 - 1974年、ベネズエラ ホセ・タデオ・モナガス国際空港（英語版）付近

## エア・ベトナム
エア・ベトナム (VN) の事件。
- 706便 - 1974年、南ベトナム ニントゥアン省 ファンラン

## ベトナム航空
ベトナム航空 (VN) の航空事故。
- 831便 - 1988年、タイ王国 パトゥムターニー県 ラムルークカー郡（英語版）

## VASP航空
VASP航空 (VP) の航空事故。
- 168便 - 1982年、ブラジル セアラー州 パカチュパ（英語版）近郊

## イーストウインド航空
イーストウインド航空 (W9) の航空事故。
- 517便 - 1996年、バージニア州 リッチモンド国際空港

## ウェスタン航空
ウェスタン航空 (WA) の航空事故。
- 2605便 - 1979年、メキシコ メキシコ・シティ国際空港

## ウエストコースト航空
ウエストコースト航空 (WC) の航空事故。
- 956便 - 1966年、オレゴン州 クラカマス郡

## 中国西北航空
中国西北航空 (WH) の航空事故。
- 2303便 - 1994年、中華人民共和国 陝西省 西安市

## サウスウエスト航空
サウスウエスト航空 (WN) の航空事故。
- 812便 - 2011年、アリゾナ州 ユマ ユマ国際空港（英語版）
- 1248便 - 2005年、イリノイ州 シカゴ・ミッドウェー国際空港
- 1380便 - 2018年、ペンシルベニア州 バークス郡上空

## ワールド・エアウェイズ
ワールド・エアウェイズ (WO) の航空事故。
- 30便 - 1982年、マサチューセッツ州 ジェネラル・エドワード・ローレンス・ローガン国際空港

## ナイジェリア航空
ナイジェリア航空 (WT) の航空事故。
- 250便 - 1983年、ナイジェリア エヌグ州
- 357便 - 1995年、ナイジェリア カドゥナ空港
- 2120便 - 1991年、サウジアラビア マッカ州 ジッダ

## バイカル航空
バイカル航空（X3）の航空事故。
- 130便 - 1994年、ロシア イルクーツク国際空港付近

## XL航空ドイツ
XL航空ドイツ (X4) の航空事故。
- 888T便 - 2008年、フランス ピレネー＝オリアンタル県 カネ＝タン＝ルシヨン沖の地中海

## ウラジオストク航空
ウラジオストク航空（XF）の航空事故。
- 352便 - 2001年、ロシア イルクーツク州 ブルダコフカ

## アエロビアス
アエロビアス (XU) の航空事故。
- HC-BAE - 1986年、グアテマラ フローレス

## タリア航空
タリア航空 (XW) の航空事故。
- TC-AKD - 1988年、北キプロス コルノキポス（英語版）

## ウエスト・カリビアン航空
ウエスト・カリビアン航空 (YH) の航空事故。
- 708便 - 2005年、ベネズエラ スリア州 マシケス（英語版）近郊

## プロテウス航空
プロテウス航空 (YS) の航空事故。
- 706便 - 1998年、フランス モルビアン県 キブロン湾上空

## ADC航空
ADC航空 (Z7) の航空事故。
- 53便 - 2006年、ナイジェリア アブジャ郊外
- 86便 - 1996年、ナイジェリア エジリン近郊

## ヘリオス航空
ヘリオス航空 (ZU) の航空事故。
- 522便 - 2005年、ギリシャ グラマティコ（英語版）近郊

## アーリヤー航空
アーリヤー航空の航空事故。
- 1525便 - 2009年、イラン マシュハド国際空港

## アライド・サービス
アライド・サービスの航空事故。
- EY-406 - 2015年、南スーダン ジュバ近郊

## 英連邦太平洋航空
英連邦太平洋航空の航空事故。
- 304便 - 1953年、カリフォルニア州 サンマテオ郡

## ギャラクシー航空
ギャラクシー航空 (en) の航空事故。
- 203便 - 1985年、ネバダ州 リノ

## グッドイヤー
グッドイヤーの航空事故。
- ウィングフット・エア・エクスプレス - 1919年、イリノイ州 シカゴ

## グローブ・エア
グローブ・エアの航空事故。
- HB-ITB - 1967年、キプロス ニコシア国際空港付近

## 大日本航空
大日本航空の航空事故。
- 阿蘇号 - 1940年、沖縄県 尖閣諸島 魚釣島
- 球磨号 - 1939年、福岡県 和白村

## 中華航空 (China Air Transport)
中華航空 (China Air Transport) の航空事故。
- 上海号 - 1941年、中華民国 広東省 恵陽区

## 中国航空公司
中国航空公司の事件。
- 桂林号 - 1938年、中華民国 広東省 中山市

## DHL
DHL関係会社（DHLアビエーション）の航空事故・事件。
- 611便 - 2002年、ドイツ ユーバーリンゲン（英語版）上空（運航はDHL International Aviation ME）
- OO-DLL - 2003年、イラク バグダード国際空港（運航はヨーロピアン・エア・トランスポート・ライプツィヒ（英語版））

## ドイツ飛行船運輸 (DELAG)
ドイツ飛行船運輸の航空事故。
- ヒンデンブルク号 - 1937年、ニュージャージー州 レイクハースト レイクハースト海軍飛行場 (en:Lakehurst Maxfield Field)

## トランスエア・ジョージア
トランスエア・ジョージアの航空事故・事件。
- 4L-65893 - 1993年、グルジア スフミ・バブシャラ空港
- CCCP-65001 - 1993年、グルジア スフミ・バブシャラ空港

## トランス・コロラド航空
トランス・コロラド航空の航空事故。
- 2286便 - 1988年、コロラド州 ラプラタ郡 ベイフィールド（英語版）近郊

## トランス・サービス・エアリフト
トランス・サービス・エアリフトの航空事故。
- 9Q-CRR - 1995年、アンゴラ ルンダ・ノルテ州

## 日本航空輸送
日本航空輸送の航空事故。
- J-BJDO - 1938年、東京府 東京市 大森区上空

## ヴァラン・インターナショナル・カーゴチャーター
ヴァラン・インターナショナル・カーゴチャーターの航空事故。
- ER-AVB - 2017年、コートジボワール アビジャン沿岸の大西洋

## マンクス2
マンクス2の航空事故。
- 7100便 - 2011年、アイルランド コーク空港（運航はFlightline S.L. (es) ）

## ヤク・サービス
ヤク・サービスの航空事故。
- 9633便 - 2011年、ロシア ヤロスラヴリ州 ヤロスラヴリ近郊のヴォルガ川岸

## ラミア航空
ラミア航空の航空事故。
- 2933便 - 2016年、コロンビア アンティオキア県 ラ・ウニオン

## ルスエアー
ルスエアーの航空事故。
- 9605便 - 2011年、ロシア カレリア共和国 プリオネジスキー地区（英語版）